# Тондорф (Тирингија)
Тондорф (њем. Tonndorf) општина је у њемачкој савезној држави Тирингија. Једно је од 75 општинских средишта округа Вајмарер Ланд. Према процјени из 2010. у општини је живјело 673 становника. Посједује регионалну шифру (AGS) 16071087.

## Географски и демографски подаци
Тондорф се налази у савезној држави Тирингија у округу Вајмарер Ланд. Општина се налази на надморској висини од 318 метара. Површина општине износи 10,1 km². У самом мјесту је, према процјени из 2010. године, живјело 673 становника. Просјечна густина становништва износи 67 становника/km².

## Међународна сарадња
| Мјесто | Држава    | Врста сарадње | Од    |
| ------ | --------- | ------------- | ----- |
|        | Француска | партнерство   | 1990. |
| Извор  |           |               |       |